# Rostislav Krimer

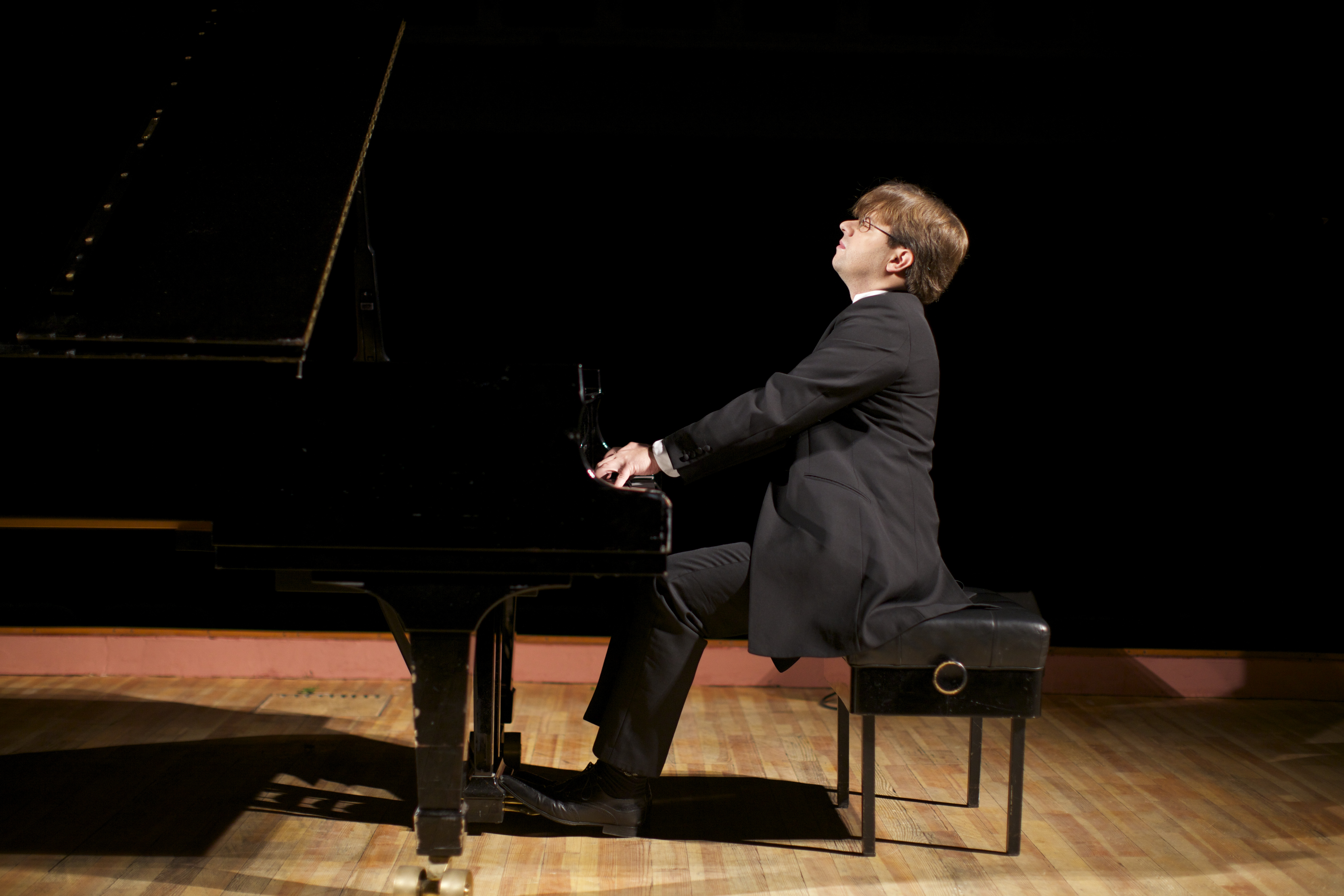
Rostislav Krimer, Pianist & Dirigent

Rostislav Krimer (* 25. April 1980) ist ein deutsch-belarussischer Pianist und Dirigent. Er ist Generalmusikdirektor des Friedensorchesters East-West Chamber Orchestra und Intendant des Ost-West-Festivals, ehemaliger Gründer, Generaldirektor und künstlerischer Leiter des Yuri Bashmet International Music Festival & Academy.

## Leben
Rostislav Krimer wurde 1980 in Brest in der Familie des Pianisten Oleg Krimer und Musikwissenschaftlerin und Komponistin Irina Morykh geboren. Er lebt seit dem Jahre 2000 in Bonn.
Nach dem Studium an der Sibelius-Akademie in Helsinki und an der Musikhochschule Köln erhielt er sein Postgraduate-Diplom und wurde mit dem Diplom der Royal Academy of Music  in London ausgezeichnet. Im Jahr 2020 wurde er zum Associate der Royal Academy of Music gewählt.
Krimers Debüt in London war ein Konzert in der Cadogan Hall im Jahr 2006. Das Musical Opinion Magazine schrieb über den Auftritt: „Rostislav Krimer hat sein Publikum in der Cadogan Hall umgehauen... Er ist ein bemerkenswerter Pianist: Man sollte auf ihn achten.“
Rostislav Krimer war langjähriger Duo-Partner und enger musikalischer Freund des legendären Pianisten Paul Badura-Skoda. Gemeinsam spielten sie vierhändige Konzerte, sowie mehrere Konzerte für zwei Klaviere und nahmen ein Doppelkonzert von Mozart auf, die Aufnahme wurde im Jahr 2014 veröffentlicht. Krimer war der einzige Duo-Partner von Badura-Skoda nach Jörg Demus, mit dem Badura-Skoda mehr als ein halbes Jahrhundert lang so eng zusammenarbeitete.

## Friedensorchester East-West Chamber Orchestra
Das Friedensorchester East-West Chamber Orchestra vereint die Musiker, die selbst Preisträger der renommiertesten Wettbewerbe weltweit sind, darunter der Tschaikowsky-, ARD-, Queen Elisabeth-, Long-Thibaud- und Paganini-Wettbewerb. Zudem sind sie Konzertmeister und Leiter der Orchester, wie Royal Philharmonic Orchestra und Kremerata Baltica, die seltene Instrumente wie Stradivari, Guarneri, Guadagnini und Goffriller spielen. Diese einzigartige Kombination verleiht dem East-West Chamber Orchestra seinen Klang.
Das Orchester hat seinen Sitz in Bonn und wurde 2015 von Rostislav Krimer gegründet. Es war auch über Jahre hinweg das Residenzorchester des Yuri Bashmet International Music Festivals und trat in ganz Europa auf. Das Orchester versteht sich als Botschafter für transnationale Zusammenarbeit, Frieden und kulturellen Austausch in Europa und darüber hinaus. Seit 2023 ist es auch das Residenzorchester beim Ost-West-Festival in Deutschland.
Das East-West Chamber Orchestra ist ein aktiver Förderer zeitgenössischer Musik und neuer Repertoirestücke. So wurden die Veröffentlichungen aller vier Kammersinfonien von Mieczysław Weinberg  auf Naxos unter anderem für die International Classical Music Awards und Opus Klassik nominiert.

## Uraufführungen und gewidmete Werke
- 2005 Bruno Mantovani „Blue Girl with Red Wagon“, gemeinsam aufgeführt mit Diemut Poppen, Antonello Manacorda, Gregory Ahss und Zvi Orlianski. Villa Medici Rom[9]
- 2010 Alexander Raskatow „Seasons Digest“ für Violine, Klavier und Streichorchester. Gidon Kremer, Violine, Rostislav Krimer, Klavier Kremerata Baltica. Berliner Philharmonie (Deutsche Uraufführung)[10]
- 2010 Sofia Gubaidulina „Canticle of the Sun“, gemeinsam aufgeführt mit Gidon Kremer, dem Kammerensemble „Kremerata Baltica“, Nicholas Altstaedt, Andrei Pushkarev und dem Chor „Kamar.“ Lockenhaus Festival 2012  veröffentlichte ECM eine Aufnahme dieses Konzertauftritts.[11]
- 2013 Valery Voronov „Ars Aeterna“ für Klavier, gewidmet Rostislav Krimer Emila Romagna Festival in Italien.[12]
- 2015 Sergio Calligaris Konzert für Violine, Klavier und Orchester. Ersturaufführung von Sergej Krylov, Rostislav Krimer und dem Kammerorchester Litauen, Vilnius
- 2015 Alla Pavlova „Concertino“ für Violine, Klavier und Orchester. Ersturaufführung von Sergej Krylov, Rostislav
- 2018 Dmitri Schostakowitsch Uraufführung des wiederentdeckten Werks „Impromptu“ für Viola und Klavier, gemeinsam aufgeführt mit Nils Mönkemeyer beim Internationalen Schostakowitsch-Tag in Gohrisch (Deutschland).[13][14][15]
- 2019  Valery Voronov „Landscapes of Vanishing Memory“ – Konzert für Viola, Klavier und Streicher, gewidmet Yuri Bashmet und Rostislav Krimer, gemeinsam uraufgeführt mit Yuri Bashmet und dem Kammerensemble „Moskauer Solisten“. Minsk.[16]
- 2021 George Enescu / Frédéric Chaslin Sonata für Violine und Klavier (Bearbeitung für Streichorchester). Rostislav Krimer und East-West Chamber Orchestra. Uraufführung in EU. Enescu Festival, Bucharest.[17]
- 2022 Valery Voronov (Schüler von Krzysztof Meyer, Deutschland) Konzert für Violine, Klavier und Orchester, gewidmet an Rostislav Krimer und Sergej Krylov. Noch nicht uraufgeführt
- 2023 G.Enescu / A.Pushkarev „Kammersinfonie“ (Bearbeitung für Streichorchester mit Vibraphon), in Auftrag gegeben von Rostislav Krimer und dem East-West Chamber Orchestra für das George Enescu Festival
- 2023 Erkki-Sven Tüür „Leaving behind...“ für Klavier und Streichorchester, gewidmet an Rostislav Krimer und das East-West Chamber Orchestra (Edition Peters)[18]

## Ost-West-Festival
Das Ost-West-Festival mit seinem Friedensorchester East-West Chamber Orchestra zeigt mit Mitgliedern aus mehr als 15 Ländern wie friedliche, wertschätzende Zusammenarbeit selbstverständlich ist. Durch die kulturelle Begegnung wird Frieden aktiv gelebt und Friedensprojekte und Kinder in Not unterstützt. Das Motto lautet seit 2015 „Wir bauen Brücken“.

## Yuri Bashmet International Music Festival & Academy
Rostislav Krimer gründete und leitete das Yuri Bashmet International Music Festival, das von 2006 bis 2019 jährlich in Minsk, Belarus, stattfand. Die Festival-Konzerte fanden auch in allen Regionen von Belarus sowie in der Großen Halle des Moskauer Konservatoriums, der Beethovenhalle in Bonn und anderen Orten statt. Das Festival wurde zu einem der wichtigsten Musikereignisse in Europa, nicht nur wegen der Auftritte der besten Künstler unserer Zeit, sondern auch wegen des besonderen Formats und des Dialogs mit dem Festivalpublikum, den der künstlerische Leiter Rostislav Krimer pflegt.
Zu den Teilnehmern des Festivals gehörten renommierte Künstler wie Maxim Vengerov, Vadim Repin, Gidon Kremer, Julian Rachlin, Juri Baschmet, Mario Brunello, Natalja Gutman, Paul Badura-Skoda, Barry Douglas, Nikolai Luganski, Fazıl Say, David Geringas, Dmitri Sitkowetski, Viviane Hagner, Diemut Poppen, sowie Royal Philharmonic Orchestra, die Grammy-Gewinner Kammerensembles „Moscow Soloists“ und „Kremerata Baltica“, das Staatliche Sinfonieorchester „Novaya Rossiya“ und viele andere große Namen.
Eine der wichtigsten Botschaften des Festivals ist die Förderung zeitgenössischer Musik. Große Komponisten wie Krzysztof Penderecki, Sofia Gubaidulina, Gija Kantscheli, Pēteris Vasks und Erkki-Sven Tüür waren Ehrengäste des Festivals und gaben Vorlesungen an der Belarussischen Musikakademie. Jährlich gibt das Festival eine Weltpremiere für zeitgenössische Komponisten in Auftrag, die während des Bashmet-Festivals vom Symphonieorchester gespielt wird.

## Auszeichnungen
- 1996 Internationaler Chopin-Jugendwettbewerb, Polen – Preisträger
- 1999 Internationaler N. Rubinstein-Klavierwettbewerb, Paris – 1. Preis
- 2000 Internationaler Klavierwettbewerb Glasgow – Morrison-Bishop-Preis
- 2003 Evgeny Malinin Zenter, Deutschland – „Entdeckung des Jahres“
- 2004 UNISA Internationalen Klavierwettbewerb, Pretoria, Südafrika Preisträger und Sonderpreis für die beste Interpretation von Chopins Werken
- 2004–2006 Associated Board of the Royal Schools of Music, UK – International Scholarship Award[22]
- 2005 MBF „Myra Hess Trust Award“, London[23]
- 2015 Internationaler CSR Preis “Philanthropy of the Year” – Laureate[24]
- 2016 Ernst & Young Preis “Entrepreneur des Jahres” – Laureate[25][26]
- 2018 Freund von UNICEF, Mitglied des Rats der UNICEF Freunde[27]
- 2019 Botschafter der 2. Europaspiele 2019[28]
- 2020 Ehrentitel – Associate Royal Academy of Music (ARAM)[2]